# Juan Pena
Juan Pena (Montevideo, 13 d'agost de 1882 - ibídem, 6 d'abril de 1964) fou un futbolista internacional uruguaià de començament del segle xx.

## Biografia
Pena va jugar professionalment al nou CURCC (actual CA Peñarol) de Montevideo i al Belgrano de l'Argentina. Amb la selecció de futbol de l'Uruguai, va jugar una sèrie de partits entre els anys 1904 i 1907.
Dirigent i figura històrica del Club Atlético Peñarol, Pena va ser soci honorari del club un cop retirat. Va morir a Montevideo el 6 d'abril de 1882 als 81 anys.

## Palmarès
- Campionat uruguaià: 1900, 1901 i 1905.
- Cup Tie Competition: 1916.